# Nathanaël Berthon

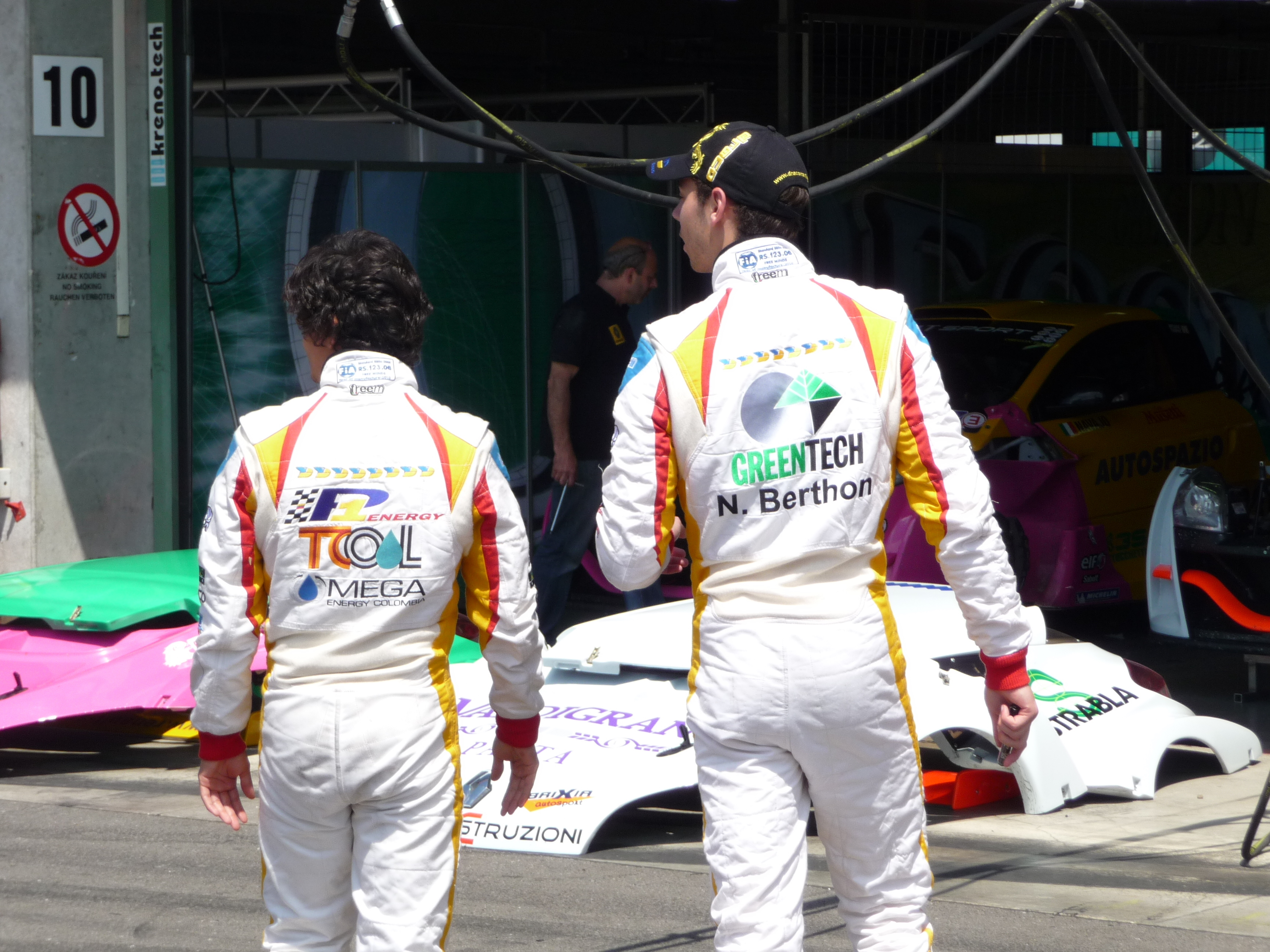
Nathanaël Berthon (rechts) en Julian Leal in 2010

Nathanaël Berthon (Romagnat, 1 juli 1989) is een Frans autocoureur.

## Carrière

### Karten
Berthon begon zijn internationale kartcarrière in 2006, met als hoogtepunten een derde plaats in de Copa Campeones Trophy ICA en een vijfde plaats in het Franse Kampioenschap Elite. Het volgende jaar eindigde hij hier opnieuw als vijfde. Hij eindigde ook als achtste in de South Garda Winter Cup KF1 en als 13e in de Wereldcup KF1.

### Formule Renault 2.0
In 2008 stapte Berthon op naar de eenzitters, waarbij hij deelanm aan de Formule Renault 2.0 WEC en de Eurocup Formule Renault 2.0 voor het team Boutsen Energy Racing. In de West-Europese Cup eindigde hij in vier races in de punten, waarbij hij een totaal van 9 punten behaalde om als 18e in het kampioenschap te finishen. In de Eurocup behaalde hij echter geen punten met als beste resultaat een 12e plaats op de Nürburgring.
In 2009 bleef Berthon in beide kampioenschappen een tweede seizoen rijden, deze keer voor het team Epsilon Euskadi. Hij won zijn eerste Eurocup-race in de eerste ronde in Barcelona nadat zijn teamgenoot Albert Costa werd gediskwalificeerd voor een technische overtreding. Hierna behaalde hij nog een podiumplaats op de Hungaroring om als zesde in de eindstand te finishen.
In de West-Europese Cup behaalde Berthon een overwinning op Spa-Francorchamps en nog zes andere podiumplaatsen om als derde in het kampioenschap te eindigen, achter Jean-Eric Vergne en kampioen Costa. Hij werd ook gekroond als kampioen van de Franse Formule Renault 2.0, dat onderdeel uitmaakte van de West-Europese Cup.

### Formule Renault 3.5 Series
In oktober 2009, reed Berthon voor het eerst in een Formule Renault 3.5 Series-auto, waarbij hij voor het team Tech 1 Racing testte op Motorland Aragón in Spanje als prijs voor het winnen van de Franse Formule Renault 2.0. Hij reed voor kampioen Draco Racing tijdens de volgende test in Barcelona en in december 2009 werd bekend dat hij in 2010 voor dit team zal rijden in de Formule Renault 3.5 Series. Hij kreeg de Colombiaan Omar Leal als teamgenoot.
Nadat hij op Motorland Aragón op het podium finishte en dit weer deed in Brno, behaalde Berthon zijn eerste overwinning in de Formule Renault 3.5 Series in zijn thuisland op Magny–Cours na een duel met Tech 1 Racing-coureur Daniel Ricciardo. Op Hockenheim behaalde hij nog een podiumplaats en eindigde als zevende in het kampioenschap.
In 2012 reed Berthon een tweede seizoen in de Formule Renault 3.5 Series voor het team ISR. Zijn hoogtepunt van het jaar was een derde plaats in de tweede race op Silverstone. Hij eindigde als dertiende in het kampioenschap.

### Formule 3
In juli 2010 maakte Berthon zijn Formule 3-debuut voor het team ART Grand Prix in de Britse Formule 3-ronde op Spa–Francorchamps als gastrijder. Tijdens het weekend finishte hij in alle drie de races, met als beste resultaat een 13e plaats in de tweede race.

### GP2
Op 27 januari 2011 wordt bekend dat Berthon in de GP2 Asia Series gaat rijden in 2011 voor het team Racing Engineering. Zijn teamgenoot wordt Dani Clos.
In 2012 reed Berthon in het hoofdkampioenschap van de GP2 Series voor Racing Engineering naast Fabio Leimer, nadat hij ook al de GP2 Final in 2011 voor het team heeft gereden. Hij behaalde tweemaal een tweede plaats in Barcelona en de Hungaroring, waarmee hij als twaalfde in het kampioenschap eindigde.
In 2013 reed Berthon opnieuw in de GP2, maar nu voor het team Trident Racing naast Kevin Ceccon. Hij beleefde een teleurstellend seizoen, met uitzondering van het raceweekend op de Hungaroring, waar hij zijn eerste GP2-overwinning behaalde. Hierdoor eindigde hij als twintigste in het kampioenschap.
In 2014 stapte Berthon over naar het team Venezuela GP Lazarus in de GP2. Met een vierde plaats op de Hungaroring als beste resultaat eindigde hij als twintigste in het kampioenschap met 17 punten.
In 2015 komt Berthon opnieuw uit voor Lazarus in de GP2.

### Toyota Racing Series
In 2012 nam Berthon ook deel aan de Nieuw-Zeelandse Toyota Racing Series voor het team M2 Competition. Hij eindigde hier als zevende in het kampioenschap.

### Formule E
In het seizoen 2015-2016 maakt Berthon zijn debuut in het elektrische kampioenschap Formule E bij het Team Aguri naast António Félix da Costa.

### Formule 1
In november 2011 reed Berthon voor het eerst in een Formule 1-auto tijdens de Young Driver's Test op het Yas Marina Circuit. Hij reed hier in de HRT F111. Zijn beste tijd was 1:45.839, waarmee hij twaalfde werd.